# إمرسون دي أنداردي سانتوس
إمرسون دي أنداردي سانتوس (23 أبريل 1980 في ساو باولو في البرازيل – )؛ هو لاعب كرة قدم سابق كان يلعب كلاعب وسط.

## وصلات خارجية
- إمرسون دي أنداردي سانتوس على موقع رابطة كرة القدم اليابانية للمحترفين (اليابانية)
- إمرسون دي أنداردي سانتوس على موقع قاعدة بيانات كرة القدم.إي يو (الإنجليزية)
- إمرسون دي أنداردي سانتوس على موقع Soccerway.com (الإنجليزية)
- إمرسون دي أنداردي سانتوس على موقع عالم كرة القدم.نت (الإنجليزية)